# Aldingham
Aldingham är en by och en civil parish i Cumbria, England. Orten har 1 187 invånare (2001).